# 밀톤 나시멘토
밀톤 나시멘토(브라질 포르투갈어: Milton Nascimento, 1942년 10월 26일 ~ )는 브라질의 싱어송라이터이자 멀티 악기 연주자이다.
그는 전 세계를 순회했다. 나시멘토는 1997년 베스트 월드 뮤직 음반을 포함하여 5개의 그래미 어워드를 수상했다.

## 생애
밀톤 나시멘토는 리우데자네이루에서 태어났다. 그의 어머니 마리아 나시멘토는 가정부였다. 나시멘토는 어렸을 때 어머니의 전 고용주였던 요시노 브리토 캄포스와 음악 교사이자 성가대 가수인 릴리아 실바 캄포스에게 입양되었다. 생후 18개월 때 나시멘토의 친어머니가 사망하자 양부모와 함께 미나스제라이스주의 트레스폰타스로 이주했다.
나시멘토는 그의 아버지가 한때 운영했던 라디오 방송국의 DJ였다. 그는 리우데자네이루의 라란제이라스와 티주카에서 살았다.
1996년, 나시멘토는 레드 핫 오가니제이션이 제작한 에이즈 자선 음반 《Red Hot + Rio》에 〈Dancing〉이라는 곡을 기고했다.
2004년, 그는 브라질의 헤비 메탈 밴드 앙그라와 함께 그들의 음반 《Temple of Shadows》에 수록된 곡 〈Late Redemption〉을 작업했다.